# Kriegerdenkmal Hassenhausen

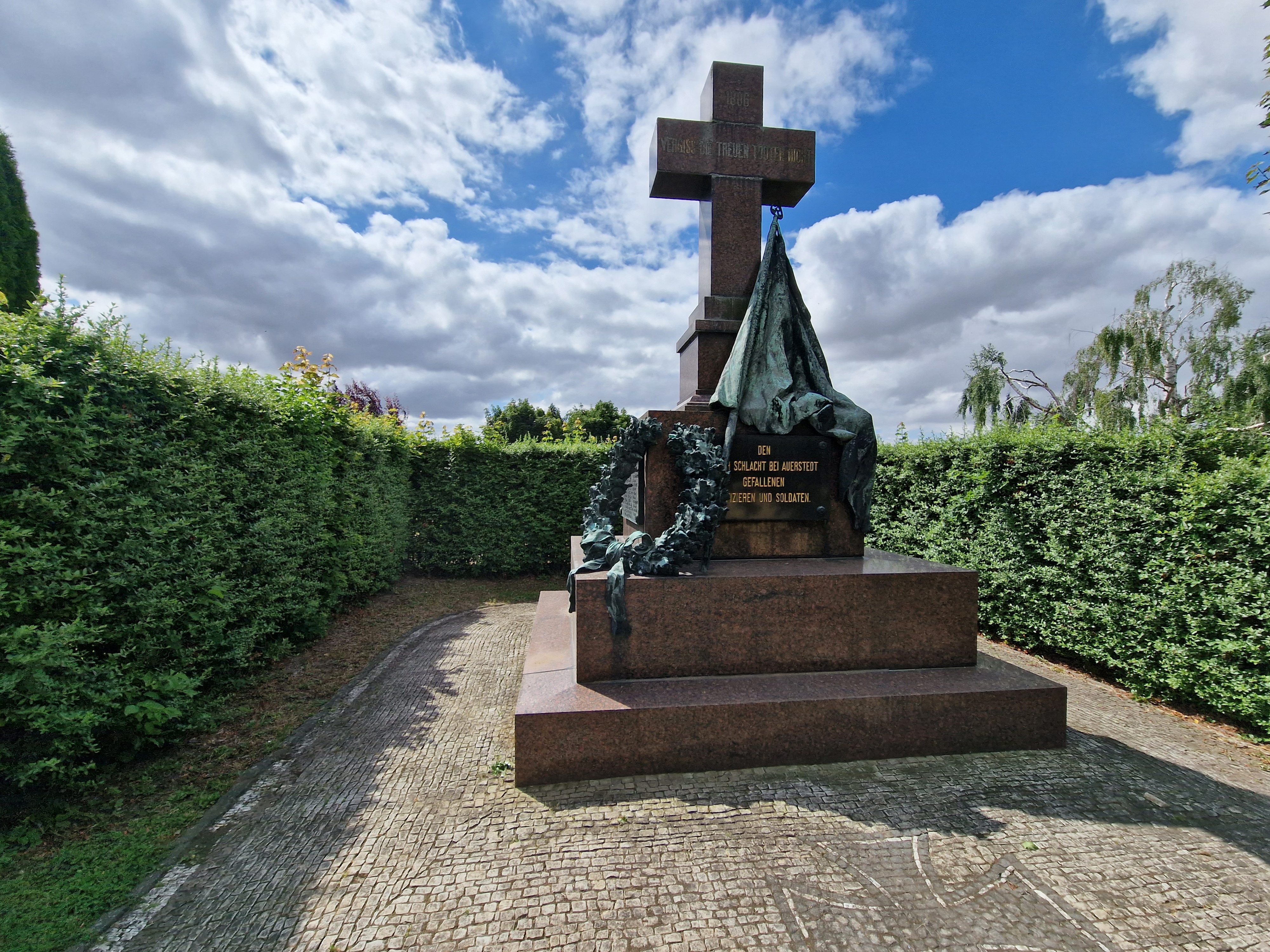
Kriegerdenkmal in Hassenhausen für die Gefallenen von 1806

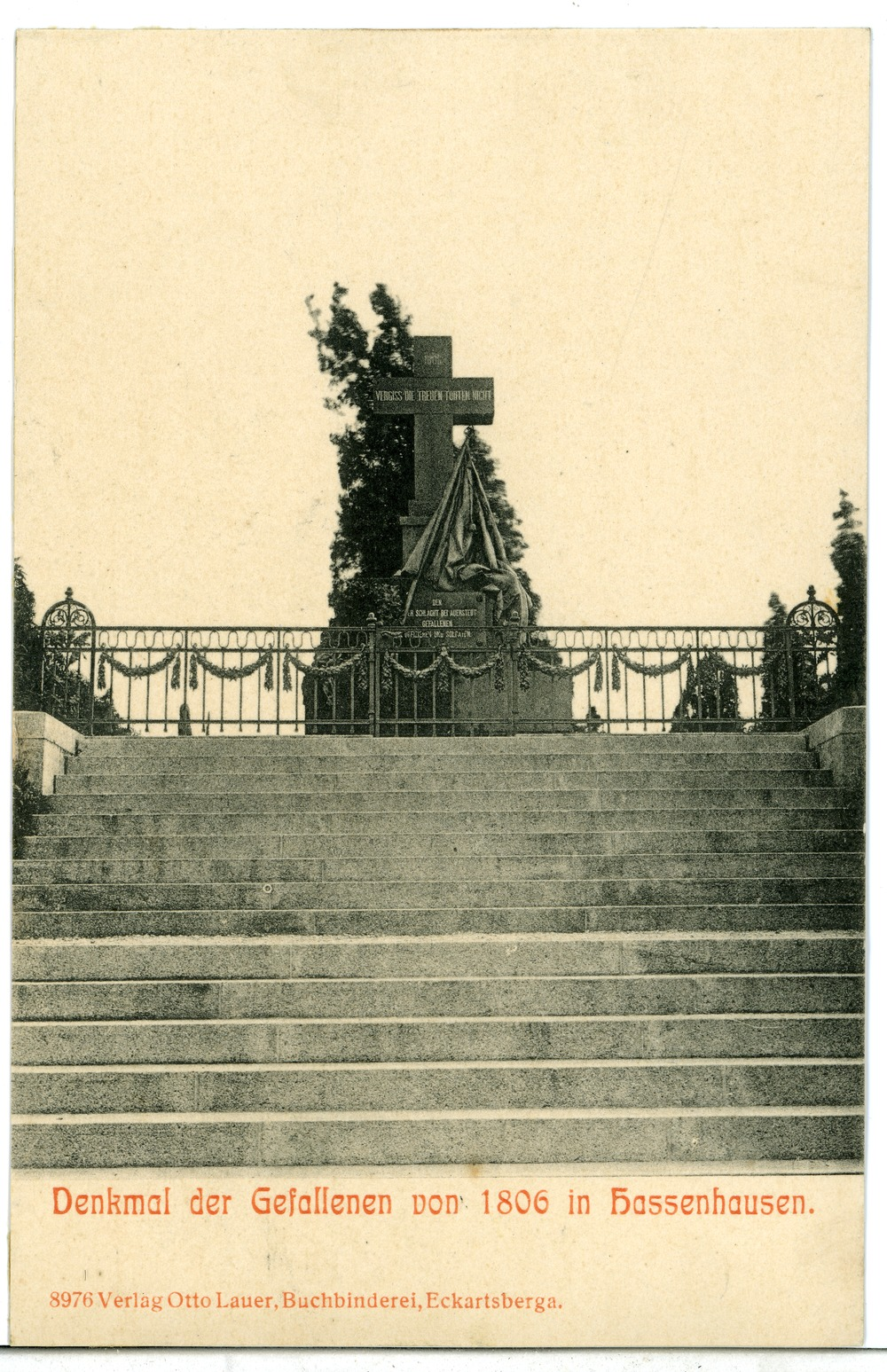
Kriegerdenkmal in Schwarz-Weiß

Das Kriegerdenkmal Hassenhausen ist ein denkmalgeschütztes Denkmal in der Ortschaft Hassenhausen des Ortsteils Bad Kösen der Stadt Naumburg in Sachsen-Anhalt. Im Denkmalverzeichnis von Sachsen-Anhalt ist die Gedenkstätte unter der Erfassungsnummer 094 83523 als Baudenkmal verzeichnet.

## Standort und Umfeld
Das Kriegerdenkmal in Hassenhausen ist eine Gedenkstätte für die gefallenen Offiziere und Soldaten der Schlacht bei Auerstedt. Es befindet sich am Friedhof an der Hauptstraße des Ortes gegenüber dem ehemaligen Pfarrhaus, welches mittlerweile ein Heimatmuseum mit dem Schwerpunkt auf der Schlacht ist. Der Weg zum Denkmal führt über eine 17-stufige Treppe hinauf. Eine identische Gedenkanlage wurde im Jahr 1906 mit dem Kriegerdenkmal Vierzehnheiligen für die Schlacht bei Jena geschaffen, so dass beide anlässlich des 100. Jahrestages am 14. Oktober 1906 eingeweiht wurden und vom selben Künstler stammen. Der grobe Entwurf wird Kaiser Wilhelm I. zugeschrieben, den konkreten Entwurf schuf Max Unger.

## Beschreibung
Das Denkmal selbst ist ein ca. 5 m hohes Kreuz. Dieses steht auf einem vierstufigen Sockel und besteht aus rotem, schwedischem Granit. Die Inschrift im Kreuz lautet Vergiss die treuen Toten nicht. Auf der linken Seite ist eine Fahne an das Kreuz angelehnt. Links unterhalb der Fahne, auf der zweiten Stufe des Sockels befindet sich ein nach oben geöffneter Eichenlaubkranz. Daneben befindet sich eine weitere Inschrift Den in der Schlacht bei Auerstedt gefallenen Offizieren und Soldaten. Auf einer Bronzetafel, an der linken Seite, sind die Namen der gefallenen Offiziere eingraviert. Eine weitere Bronzetafel befindet sich auf der Rückseite des Denkmales. In diese Bronzetafel ist die Anzahl der gefallenen Offiziere von 1806 sowie der Jahre von 1813 bis 1815 eingraviert. Über die Verluste der preußischen Truppen und dem 8. Weimarer Bataillon gibt eine Bronzetafel auf der rechten Seite Auskunft. Das gesamte Denkmal ist mit einem Zaun umgeben.

## Umfeld
Für den Oberbefehlshaber der preußischen Hauptarmee, Generalfeldmarschall Karl Wilhelm Ferdinand, Herzog von Braunschweig-Wolfenbüttel wurde ein eigenes Denkmal errichtet, das sich heute an der Stelle seiner tödlichen Verwundung westlich von Hassenhausen befindet (Karl-Wilhelm-Ferdinand-Denkmal). Neben diesem steht ein Gedenkstein für die Division v. Wartensleben. Hinter der Kirche des Ortes befindet sich das Denkmal für die Gefallenen des Ersten Weltkriegs und des Zweiten Weltkriegs. Südlich vom Ort steht ein weiterer Gedenkstein für die Schlacht von 1806, der an die preußische Kavallerie unter Prinz Wilhelm erinnert, nördlich vom Ort erinnert ein Gedenkstein an die preußische Kavallerie unter General Blücher.

Umfeld
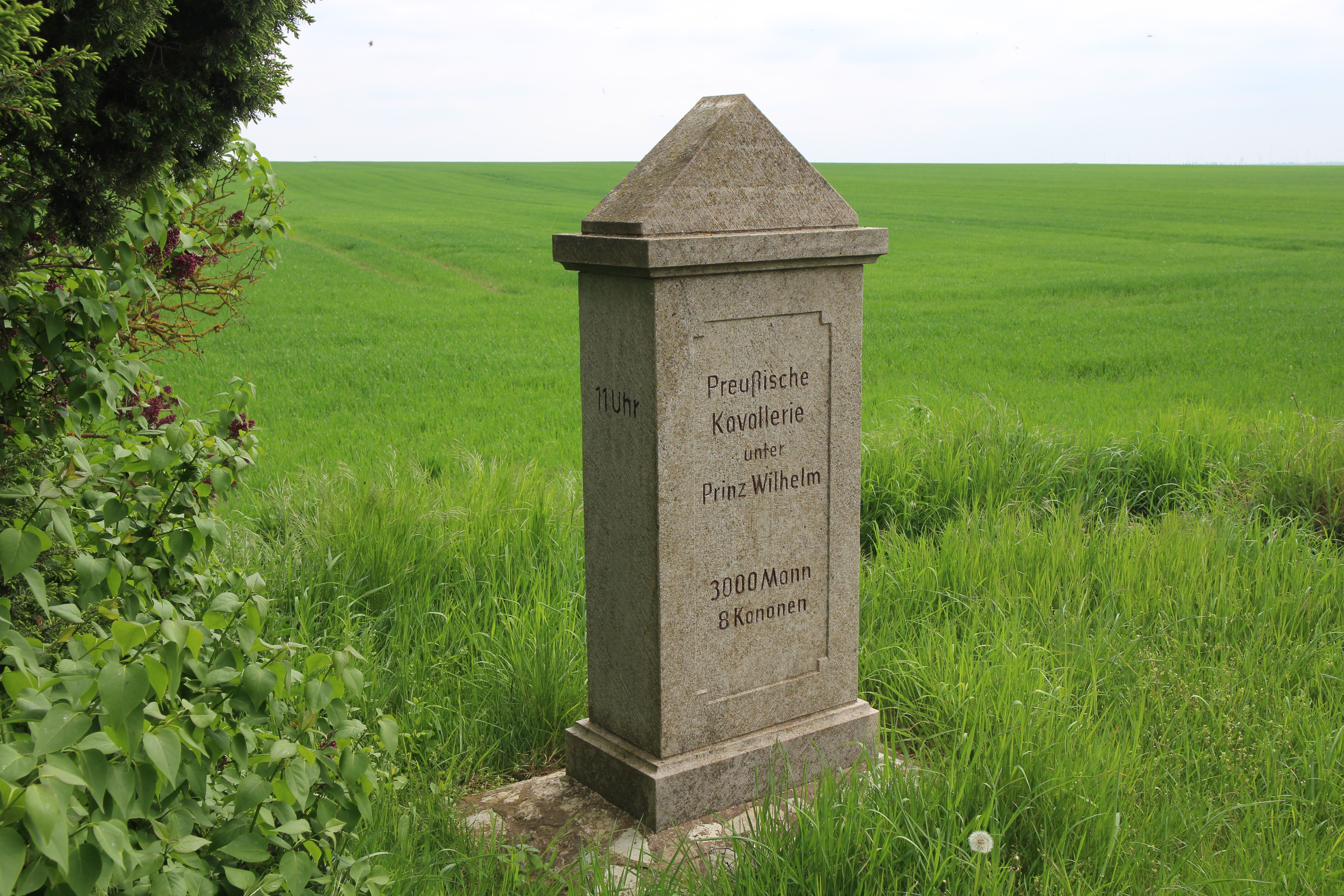
Gedenkstein Kavallerie unter Prinz Wilhelm
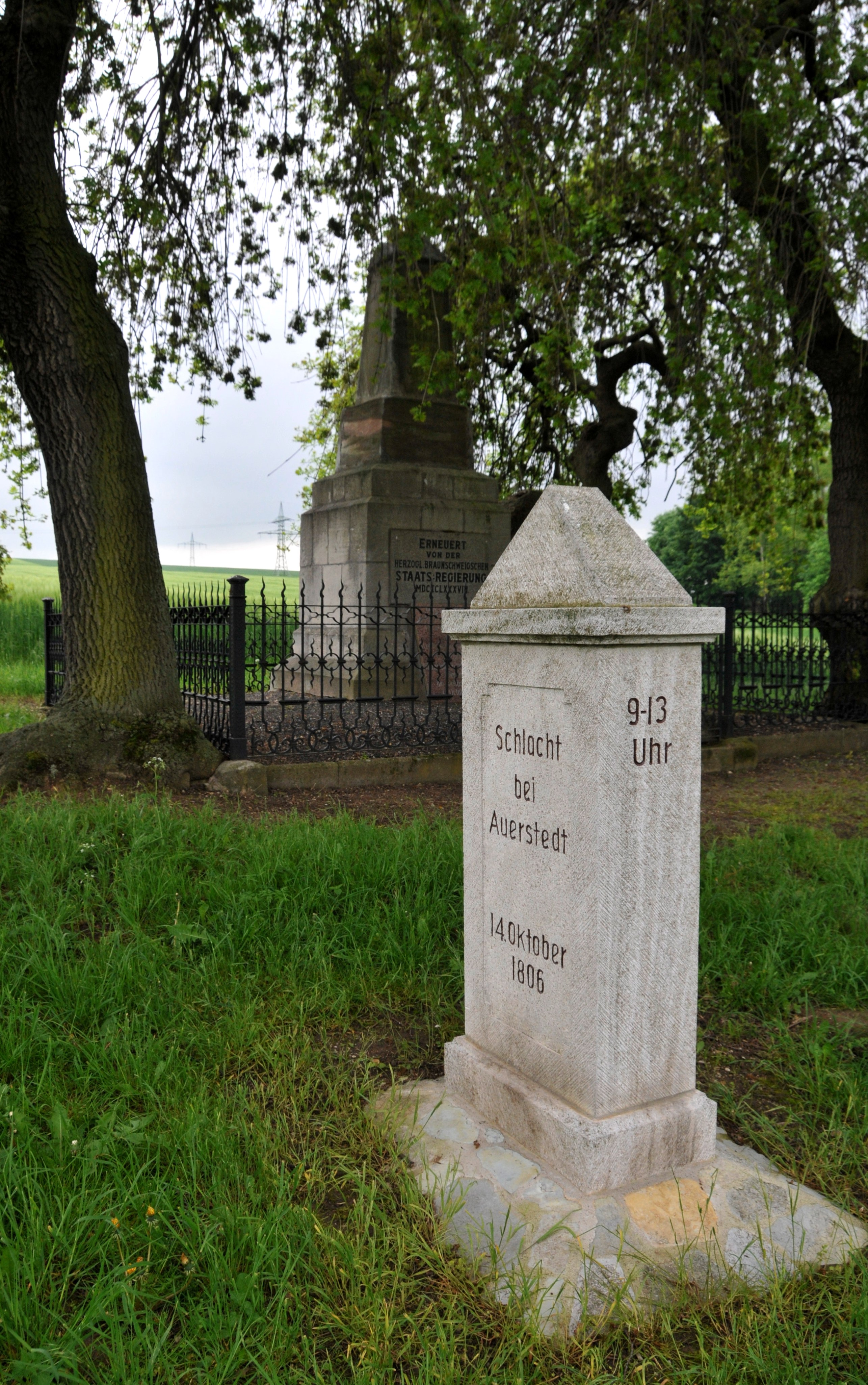
Denkmal Karl Wilhelm Ferdinand und Gedenkstein v. Wartensleben
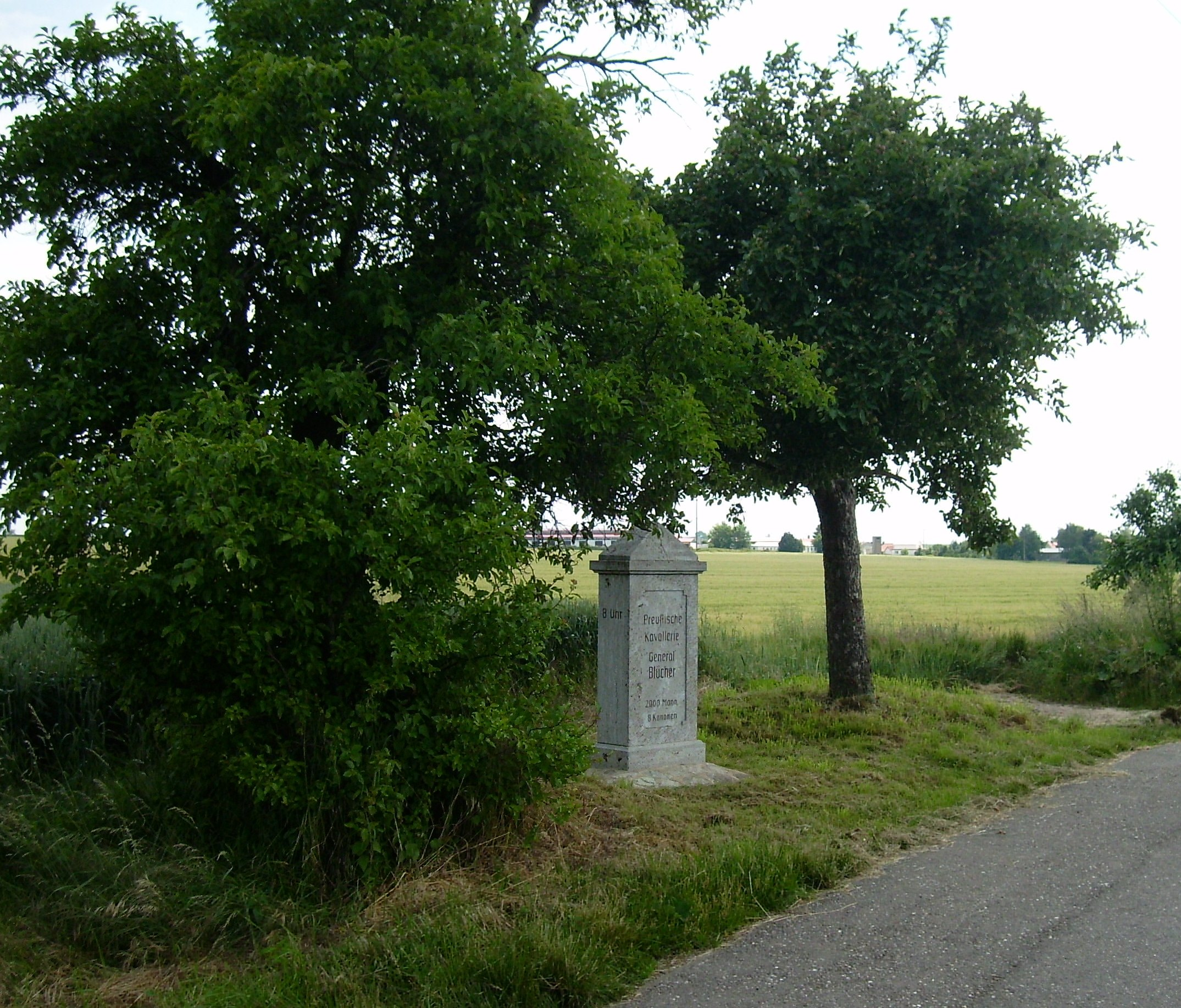
Gedenkstein Kavallerie unter General Blücher